# Daniel Attias
Daniel Attias (Los Angeles, 4 de dezembro de 1951) é um diretor de cinema e de televisão americano que dirigiu filmes e seriados como Miami Vice, Silver Bullet, Beverly Hills 90210, Buffy the Vampire Slayer, The Sopranos, Alias, CSI: Miami, The O.C., Lost, House e Heroes.

## Ligações Externas
- Daniel Attias. no IMDb.